# Grace (제프 버클리의 음반)
《Grace》는 미국의 싱어송라이터 제프 버클리가 1994년 8월 23일, 컬럼비아 레코드에서 발매한 유일한 스튜디오 음반이다. 이 음반은 처음에는 판매가 저조했고 엇갈린 평가를 받았다. 그러나 최근 몇 년 동안 비판적인 평판이 급격히 높아졌다. 2004년 8월 23일 발매 10주년을 기념하여 확장된 버전의 음반 《Legacy Edition》이 발매되어 영국에서 44위로 정점을 찍었다.
《Grace》는 2007년 1월 29일부터 2월 5일까지 한 주간 44위로 호주 음반 차트에 다시 진입했다. 현재 호주에서 7배 플래티넘 인증을 받았다. 이 음반은 비평가들과 청취자들에 의해 역사상 가장 위대한 음반 중 하나로 언급되었다.

## 음악
버클리의 〈Corpus Christi Carol〉 버전은 자넷 베이커의 버전을 기반으로 했다. 어릴 적 친구가 그에게 이 노래를 소개했고, 버클리는 그에게 감사의 표시로 음반에 수록된 버전을 불렀다.

## 반응 및 평가
| 전문가 평가                   | 전문가 평가 |
| 평가 점수                     | 평가 점수   |
| 출처                          | 점수        |
| ----------------------------- | ----------- |
| AllMusic                      | [ 7 ]       |
| Chicago Tribune               | [ 8 ]       |
| Entertainment Weekly          | A+          |
| The Guardian                  | [ 10 ]      |
| NME                           | 9/10        |
| Q                             | [ 12 ]      |
| Rolling Stone                 | [ 13 ]      |
| The Rolling Stone Album Guide | [ 14 ]      |
| Select                        | 4/5         |
| The Village Voice             | C           |

《Grace》는 1998년 《Grace》를 역사상 가장 위대한 음반 75위에 독자들이 뽑은 《Q》와 같은 잡지에서 높은 평가를 받았다. 2003년에는 《롤링 스톤》이 선정한 역사상 가장 위대한 음반 500장 중 303위에 올랐고, 2012년 개정된 음반 목록에서는 304위에 올랐으며, 이후 2020년에는 147위에 올랐다. 2006년, 《모조》는 《Grace》를 역대 모던 록 클래식 1위로 선정했다. 이 음반은 2006년 12월 3일 호주 방송사에서 방영한 텔레비전 스페셜인 《마이 페이버릿 앨범》에서 호주가 두 번째로 좋아하는 음반으로 평가되기도 했다. 2003년, 버클리의 레너드 코언의 〈Hallelujah〉 커버는 《롤링 스톤》의 역사상 가장 위대한 노래 500곡 중 259위에 올랐다. VH1은 또한 이 음반을 "로큰롤 100대 음반" 쇼/리스트에서 73위로 평가했다. 2000년 콜린 라킨의 역대 1000위 음반 중 3번째 판에서 99위로 뽑혔다. 라킨은 "그의 음악은 데뷔 음반을 위해 비틀거리는 완벽함을 성취했다"고 말했다.
《Grace》는 버클리의 가장 큰 영향력인 레드 제플린의 멤버들을 포함한 존경 받는 음악가들과 아티스트들로부터 찬사를 받았다. 지미 페이지는 《Grace》를 "10년 동안 가장 좋아하는 음반"으로 여겼다. 로버트 플랜트는 브래드 피트와 마찬가지로 "그의 음악에는 저류가 있고, 당신이 정확히 지적할 수 없는 것이 있습니다. 최고의 영화나 최고의 예술처럼, 그 밑에는 뭔가가 있고, 거기에는 진실이 있습니다. 그리고 그의 물건들이 완전히 잊혀지지 않아요. 그냥 그래요. 피부 밑에 있어요." 밥 딜런은 버클리를 "이 10년의 위대한 작곡가 중 한 명"이라고 칭했고, 데이비드 보위는 《Grace》를 지금까지 만들어진 음반 중 최고라고 여겼고, 그의 10개의 "데저트 아일랜드 레코드" 중 하나가 될 것이라고 말했다.

## 곡 목록
| #   | 제목                               | 작사·작곡                  | 재생 시간 |
| --- | ---------------------------------- | -------------------------- | --------- |
| 1.  | 〈Mojo Pin〉                       | 제프 버클리, 게리 루커스   | 5:42      |
| 2.  | 〈Grace〉                          | 버클리, 루커스             | 5:22      |
| 3.  | 〈Last Goodbye〉                   | 버클리                     | 4:35      |
| 4.  | 〈Lilac Wine〉                     | 제임스 셸턴                | 4:32      |
| 5.  | 〈So Real〉                        | 버클리, 마이클 타이        | 4:43      |
| 6.  | 〈Hallelujah〉                     | 레너드 코언                | 6:53      |
| 7.  | 〈Lover, You Should've Come Over〉 | 버클리                     | 6:43      |
| 8.  | 〈Corpus Christi Carol〉           | 민요, 벤저민 브리튼        | 2:56      |
| 9.  | 〈Eternal Life〉                   | 버클리                     | 4:52      |
| 10. | 〈Dream Brother〉                  | 버클리, 믹 그론달, 맷 존슨 | 5:26      |

| #   | 제목           | 작사·작곡 | 재생 시간 |
| --- | -------------- | --------- | --------- |
| 11. | 〈Forget Her〉 | 버클리    | 5:13      |

## 인증
| 국가                                                            | 인증        | 판매량/출하량 |
| --------------------------------------------------------------- | ----------- | ------------- |
| 오스트레일리아 (ARIA)                                           | 8× 플래티넘 | 560,000       |
| 캐나다 (뮤직 캐나다)                                            | 골드        | 50,000        |
| 덴마크 (IFPI Danmark)                                           | 골드        | 10,000        |
| 프랑스 (SNEP)                                                   | 2× 골드     | 200,000*      |
| 이탈리아 (FIMI)                                                 | 플래티넘    | 50,000*       |
| 영국 (BPI)                                                      | 2× 플래티넘 | 600,000*      |
| 미국 (RIAA)                                                     | 플래티넘    | 1,060,000     |
| 요약                                                            |             |               |
| 유럽 (IFPI)                                                     | 플래티넘    | 1,000,000*    |
| *판매량을 기반으로 한 인증 · 판매량+스트리밍을 기반으로 한 인증 |             |               |